# Stenocerini
Stenocerini – plemię chrząszczy z rodziny kobielatkowatych i podrodziny Anthribinae.
Chrząszcze te mają krępe ciała i ryjek dłuższy niż szerszy lub tak długi jak szeroki. Oczy mają położone bardziej bocznie niż Tropiderini. Największa szerokość ich czoła jest wyraźnie większa niż połowa średnicy oka. W pobliżu nasady przedplecza przebiega poprzeczne żeberko. 
Należą tu rodzaje:

- Afrophaenotherium
- Allandrus
- Enedreytes
- Esocus
- Helmoreus
- Morphocera
- Phaenotheriolum
- Phaenotherion
- Phaenotheriopsis
- Phaenotheriosoma
- Phaeochrotes
- Plintheria
- Sintorops
- Stenocerus
- Tropiderinus
- Tropidivisus